# Megastigmus suspectus
Megastigmus suspectus is een vliesvleugelig insect uit de familie Torymidae. De wetenschappelijke naam is voor het eerst geldig gepubliceerd in 1895 door Borries.